# Jussi Jääskeläinen
Jussi Jääskeläinen (ur. 19 kwietnia 1975 w Mikkeli) – fiński piłkarz grający na pozycji bramkarza.

## Kariera klubowa
Jääskeläinen zadebiutował w Veikkausliiga w barwach Mikkelin Palloilijat w 1992 roku, a już w 1994 był pierwszym bramkarzem drużyny. W 1996 przeniósł się do Vaasan Palloseura, gdzie spędził dwa sezony. W 1997 zawodnik został kupiony przez grający w ówczesnej First Division Bolton Wanderers, gdzie szybko zapewnił sobie miejsce między słupkami. Kontuzja wykluczyła go z gry w sezonie 2000/2001, w którym to Bolton wywalczył awans do Premier League. W następnym sezonie został wybrany przez Barclaycard najlepszym bramkarzem Premiership.
W reprezentacji zadebiutował 25 marca 1998 w meczu przeciwko Malcie. Przez długi czas był drugim bramkarzem reprezentacji, po Anttim Niemim, ale po tym jak Niemi zakończył karierę reprezentacyjną w 2005 roku, to właśnie Jääskeläinen stał się podstawowym zawodnikiem na tej pozycji.
W maju 2007 roku zawodnik zdobył nagrodę dla najlepszego gracza roku klubu Bolton Wanderers, a także nagrodę dla najlepszego gracza roku przyznawaną przez samych zawodników po tym, jak swoimi występami pomógł Boltonowi utrzymać się na pozycji dającej drużynie grę w Pucharze UEFA – drugi raz w historii klubu.
Pomimo wielu spekulacji na temat jego odejścia z Boltonu wraz z wygaśnięciem kontraktu po sezonie 2007–08, dnia 11 czerwca 2008 roku Jääskeläinen zgodził się przedłużyć go o kolejne cztery lata, co przypieczętowano umową podpisaną 9 lipca 2008 roku.
2 października 2008 roku Jääskeläinen rozegrał swój 400. mecz w barwach Boltonu. Było to spotkanie z Manchesterem City. Sześć dni później w meczu z Hull City Fin zaliczył 400. wyjście w podstawowym składzie.
13 czerwca 2012 podpisał kontrakt z West Ham United.
Zadebiutował w wygranym 1-0 meczu z Aston Villą. W pierwszym sezonie dla Młotów zachował 12 czystych kont i rozegrał wszystkie mecze ligowe. Wystąpił także w FA Cup, gdzie jego drużyna odpadła w 3 rundzie z Manchesterem United, gdyż w pierwszym meczu padł wynik 2-2, a w drugim 1-0. 23 grudnia 2012 wpuścił 5 goli w ligowym meczu z Arsenalem. Jego drużyna na koniec ligi zajęła 10. miejsce. Sezon 2013/14 Jääskeläinen rozpoczął od zachowania czystego konta z Cardiff City, a West Ham wygrał 2-0. Po czterech kolejkach zachowywał 3 mecze bez wpuszczenia gola. W czwartej kolejce tego sezonu, podczas meczu z Southampton (0-0) bramkarz został wybrany graczem meczu po bardzo dobrych interwencjach.

## Kariera reprezentacyjna
Debiut w reprezentacji Jääskeläinen zaliczył 25 marca 1998 roku przeciwko Malcie. Został on numerem 1 w bramce Finlandii w 2005 roku. Dnia 29 października 2009 roku ogłosił zakończenie kariery reprezentacyjnej. Wcześniej występował także w meczu z Niemcami. Łącznie w kadrze wystąpił 56 razy. Jednakże 6 października 2010 roku powrócił do kadry w meczu z Węgrami, kiedy to kontuzji nabawił się Otto Fredriksson. Po tym meczu nie zagrał już ani razu.